# Olympische Jugend-Sommerspiele 2014/Teilnehmer (Kuwait)
| Gelbes Symbol für Goldmedaillen mit stilisierten Olympischen Ringen | Graues Symbol für Silbermedaillen mit stilisierten Olympischen Ringen | Braundes Symbol für Bronzemedaillen mit stilisierten Olympischen Ringen |
| ------------------------------------------------------------------- | --------------------------------------------------------------------- | ----------------------------------------------------------------------- |
| —                                                                   | —                                                                     | —                                                                       |

Die Jugend-Olympiamannschaft aus Kuwait für die II. Olympischen Jugend-Sommerspiele vom 16. bis 28. August 2014 in Nanjing (Volksrepublik China) bestand aus fünf Athleten.

## Athleten nach Sportarten

### Fechten
Jungen
- Bandar Al-Shamlan
Säbel Einzel: 12. Platz

### Leichtathletik
Jungen
- Mishal al-Mutairi
100 m: 5. Platz
8 × 100 m Mixed: 21. Platz
- Mobarak Qambar
Weitsprung: 11. Platz

### Schießen
Mädchen
- Hebah Arzouqi
Luftgewehr 10 m: 11. Platz
Mixed: 19. Platz (mit Tomohiko Hasegawa  Japan)

### Schwimmen
Jungen
- Waleed Abdulrazzaq
50 m Schmetterling: 38. Platz